# Colomby-sur-Thaon
Colomby-sur-Thaon település Franciaországban, Calvados megyében. Lakosainak száma 382 fő (2017. január 1.). Colomby-sur-Thaon Anguerny, Anisy, Basly, Douvres-la-Délivrande és Thaon községekkel határos.

## Népesség
A település népességének változása:
| Lakosok száma | 144  | 139  | 230  | 318  | 347  | 426  | 403  | 391  | 389  | 382  |
|               | 1962 | 1968 | 1975 | 1990 | 1999 | 2006 | 2008 | 2013 | 2015 | 2017 |